# Državna cesta D106
D106 je državna cesta u Hrvatskoj. Ukupna duljina iznosi 73,8 km.
Cesta počinje u trajektnoj luci Žigljen, te vodi preko oroka Paga i Paškog mosta do Posedarja, gdje se spaja na Jadransku magistralu.
Prolazi kroz naselja Novalja, Kolan, Šimuni, Pag, Gorica, Vrčići, Stara Vas, Dinjiška, Miškovići, Ražanac, Rtina, Jovići, Slivnica i Posedarje.